# Доруд
Дору́д (перс. دورود‎) — город на западе Ирана, в провинции Лурестан. Административный центр шахрестана Доруд. Третий по численности населения город провинции.

## География и климат
Город находится в восточной части Лурестана, в горной местности западного Загроса, на месте слияния рек Тире и Марбере, на высоте 1466 метров над уровнем моря.
Доруд расположен на расстоянии приблизительно 62 километров к востоку от Хорремабада, административного центра провинции и на расстоянии 315 километров к юго-западу от Тегерана, столицы страны.
Климат города характеризуется умеренно тёплым летом и относительно низкими показателями температуры воздуха в зимний период.
Среднегодовая температура составляет +14 °C, среднегодовое количество осадков — 562 миллиметра.
Город расположен в зоне сейсмической активности. 7 марта 2007 года в Доруде произошло землетрясение с магнитудой 4,8. В результате было ранено как минимум 35 человек.

## Население
На 2006 год население города составляло 100 528 человек. Прирост составляет около 2,6 % в год. В национальном составе преобладают бахтиары и луры, в конфессиональном — мусульмане-шииты.
| 1966   | 1976   | 1986   | 1991   | 1996   | 2006    | 2012    |
| ------ | ------ | ------ | ------ | ------ | ------- | ------- |
| 14 060 | 27 621 | 62 517 | 77 299 | 88 152 | 100 528 | 107 967 |

## Экономика
Доруд — значимый торговый и сельскохозяйственный центр. Кроме того, в городе расположено 3 крупнейших в Иране цементных завода, производящих суммарно 4,5 тысячи тонн цемента ежедневно.

## Достопримечательности
В окрестностях города расположено несколько водопадов: сезонно пересыхающий Чекен (Chakan), расположенный к югу от города, а также Шеви (Shevy), находящийся в районе одноимённой близлежащей деревни.